# Wilde (Buenos Aires)
Wilde és una ciutat de l'Argentina al partit d'Avellaneda a la província de Buenos Aires al sud-est de la Ciutat de Buenos Aires, capital de la República Argentina. Limita a l'est amb el Riu de la Plata, al sud-est amb el partit de Quilmes (localitats de Don Bosco i Bernal), a l'oest amb el partit de Lanús (localitat Munti Chingolo) i al nord-oest amb Vila Domínico (Avellaneda).
La tradició va atribuir el nom al doctor Eduardo Wilde, metge i escriptor, lliurepensador i ministre dels presidents Roca i Juárez Celman al segle XIX. El més probable, però, és que el nom Wilde provingui d'un altre metge molt menys conegut, José Antonio Wilde, oncle d'Eduardo, que va viure alguns anys en Quilmes.

## Població
Al sector oest es van establir diferents immigrants. La zona est, propera al riu, per molts anys ocupada per vinyes del famós vi "patero" o de la Costa, i per plantacions d'hortalisses, ha quedat en part abandonada i es troba un gran espai verd. Per la seva situació estratègica, de fàcil accés a la Ciutat de Buenos Aires i La Plata (la capital nacional i la provincial), Wilde és considerada una ciutat d'ubicació privilegiada.
Segons el Cens Nacional de 2001 Wilde és la localitat més poblada d'Avellaneda, amb 65.881 habitants.

## Història
El 1748, es selecciona la zona que avui és l'estació ferroviària de Wilde per aixecar la granja dels frares dominics, on s'hi dediquen a l'agricultura i ramaderia. Tenien hortes, fruiters, forns de maons, elaboració de calç i diversos tallers; però amb la reforma eclesiàstica, duta a terme per Bernardino Rivadavia, la granja va ser expropiada i abandonada.
Aquesta va ser la primera població orgànica que es va establir en Wilde, i en tot el territori d'Avellaneda, però que, en no haver donat origen a un altre assentament poblacional, només es pot explicar com a antecedent i no com un fet fundacional de la localitat actual.
L'ocupació del territori per a explotació rural és molt antiga, ja que data dels últims anys del segle XVI. El primer establiment allí fundat va ser la finca d'un tal Luis Gaitán.
Si es té en compte la successió de fets originats el 1884 quan s'instal·la la Casa de Bombes, de la Comissió de Salubritat, i en 1889 l'estació ferroviària. En 1898 s'aprova el primer fraccionament de terres, d'onze mançanes, de Vil·la Dordoni, que constitueix l'origen de la urbanització actual.
També en terres de l'actual Wilde es va fundar el primer salador de tot el territori nacional. En urbanitzar-se la zona va prevaldre l'edificació baixa, de tipologia molt variada. Es van alçar tant habitatges precaris, com les típiques construccions de xapes que es van conèixer entre la Boca de Buenos Aires, Avellaneda i el Dock Sud, com unes altres relativament confortables, bona part d'elles construïdes per paletes, mestres majors d'obres i constructors d'origen immigrant, i fins a cases d'arquitectura molt més cuidada, algunes de les quals eren veritables mansions. Wilde va rebre el títol de ciutat per la llei provincial 8536 de l'any 1975.

## Creixement i construcció

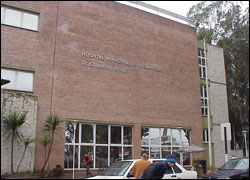
L'Hospital municipal Dr. Eduardo Wilde, és un dels més importants al Partit d'Avellaneda.

En l'actualitat, els edificis baixos estan desapareixent amb rapidesa alarmant de l'àrea cèntrica de Wilde, reemplaçats per edificis de 7 o més pisos. Entorn de les avingudes Mitre, Les Flors, Ramón Franco i unes altres s'han alçat fins i tot veritables edificis torre, la qual cosa posa en perill el benestar de tots els habitants, ja que el creixement de les infraestructures de servei d'electricitat, gas i aigua no segueix el mateix ritme.
El març de 2017 es va inaugurar el pas sota nivell que està situat sobre l'avinguda Ramón Franco que fa una connexió entre Est i Oest. L'encreuament passa per sota de les vies del Ferrocarril Roca per facilitar la circulació de vehicles des del centre de Wilde a l'Autopista Buenos Aires-La Plata. L'obra va durar gairebé tres anys i mig i va demandar una inversió de $164 milions.

## Educació i sanitat
L'hospital públic municipal Dr. Eduardo Wilde es troba entre els més importants d'Avellaneda i del sud de l'anomenat Gran Buenos Aires. Entre les més de trenta escoles primàries i secundàries de la localitat podem trobar tant de gestió privada com a estatal.